# Nephodia pallicostata
Nephodia pallicostata là một loài bướm đêm trong họ Geometridae.